# Lefteris Bochoridis
Eleftherios "Lefteris" Bochoridis (grego:Ελευθέριος "Λευτέρης" Μποχωρίδης) (Salonica, 18 de abril de 1994) é um basquetebolista profissional grego que atualmente joga na HEBA Basket e Euroliga pelo Panathinaikos Atenas Superfoods. O atleta possui 1,96m e atua na posição armador. 